# بانجويبولي
بانجويبولي هي مدينة تقع في محافظة فالديفيا في إقليم لوس ريوس، جنوب تشيلي، وهي معروفة باسم "مدينة الورود" و"أرض الأسود"، وتشكل مع بلديات فيوترونو، ولاغو رانكو، ولوس لاغوس، وبايلاكو، وريو بوينو، ولا أونيون، الدائرة الانتخابية رقم 24 وتنتمي إلى منطقة مجلس الشيوخ الثانية عشرة، تقع على بعد 117 كيلومترًا من فالديفيا ، عاصمة الإقليم.